# لازار شاينيانو
كان لازار شاينيانو، (الاسم عند الولادة: إليازير شاين، الاسم بالفرنسية: لازار ساينيان أو ساينانو، 23 أبريل 1859-11 مايو 1934) عالم فقه، وعالم لسانيات، وفلكلوري، ومؤرخ ثقافي من مواليد الممالك المتحدة لمولدوفا والأفلاق. كان متخصصًا في الدراسات الشرقية والرومانسية، وذلك بالإضافة إلى الدراسات الألمانية، وكان معروفًا في المقام الأول بمساهمته في فقه اللغة اليديشية والرومانية، وعمله في اللسانيات التطورية، ونشاطه في الأدب واللسانيات المقارنة. كان لشاينيانو أيضًا مساهمات مبتكرة في التحقيق ومختارات الفولكلور الروماني، فيما يتعلق بتقاليد البلقان وشرق أوروبا الوسطى، وذلك بالإضافة إلى التطور التاريخي للرومانية في سياق البلقان الأكبر، وكان من أول المساهمين المعروفين في المعجم الروماني. تتضمن مبادراته الرئيسية في هذه المجالات مجموعة كبيرة من الحكايات الخيالية المجمعة والقاموس العالمي للغة الرومانية لعام 1896، والتي ظلت بين الأعمال العلمية الرومانية الأكثر شعبية.
دافع شاينيانو عن أفكار الهسكلة (التنوير اليهودي) كعضو في الجالية اليهودية الرومانية غير المتحررة، وصوّت لصالح اندماج اليهود في التيار الروماني الرئيسي. لم تنجح طلباته المتكررة بالتجنيس في النهاية، ولكنها دفعته إلى قلب صراع سياسي يعارض التيار المعادي للسامية لدعاة التسامح. غادر وعائلته مملكة رومانيا في عام 1901، واستقروا في فرنسا، حيث عاش حتى وفاته. أصبح معروفًا بعمله الرائد في دراسة اللغة الفرنسية الوسطى وتحقيقاته في أصول لغة الأراغوت، بالإضافة إلى مقالاته النقدية عن كاتب القرن السادس عشر فرانسوا رابليه، وحصل على جائزة فولني من معهد فرنسا في عام 1908. كان شاينيانو صهر الناشر راليان ساميتكا، وتوفي تاركًا أخاه قسطنطين، مؤلف المعاجم والصحفي والمجادل الشهير.

## سيرة شخصية

### التصويت البرلماني لعام 1899 والمنفى الذاتي
تخلى لازار شاينيانو في النهاية عن اليهودية وقبل المعمودية في الكنيسة الرومانية الأرثوذكسية من أجل تسهيل إجراءات التجنيس. كان عرابه تيك يونيسكو، الذي كان في ذلك الوقت شخصية بارزة داخل صفوف حزب المحافظين. شغل يونيسكو منصب وزير التعليم، مقدّرًا رؤية شاينيانو ومستمتعًا بصحبته قبل أن يبتعد عنه لأسباب غير معروفة. عُرضت قضية شاينيانو مرة أخرى لموافقة مجلس الشيوخ في ديسمبر 1899، وقوبِلَت هذه المرة بمراجعة إيجابية من اللجنة البرلمانية الخاصة، وقُبِلَ اقتراح تجنيسه بأغلبية 37 صوتًا مقابل صوتين (أو، وفقًا لشاينيانو، 39 صوتًا بالإجماع). أُبلِغ شاينيانو أن إجراءً جديدًا قد صدر حينها بدعم من جميع أنحاء المجلس، ويحدد القرار أنه لا يمكن فرض التجنيس إلا عن طريق التصويت في جلسة مشتركة للمجلسين، وذلك على الرغم من أن نتيجة تجنيسه كانت إيجابية. قُدِّم الملف للتصويت مرة أخرى في الجلسة الأخيرة لعام 1899، والتي شهدت مرة أخرى هجمات من الجماعات المعادية للسامية، قبل إلغائه بسبب عدم اكتمال النصاب القانوني.
يتذكر شاينيانو، متفكرًا في النتيجة الأولية التي جعلته «غارقًا في السعادة الكاملة»، وفي التصويت الجديد، الذي اعتقد أنه مجرد إجراء تقني قدمه وزير العدل قسطنطين ديسيسكو عمدًا، قائلًا: «كنت سياسيًا داخل الأمة الرومانية لمدة 24 ساعة!»، وتذكر أيضًا استقبال الملك كارول له، والذي ورد أنه وافق على اعتقاده بأن الإجراء كان مسيئًا. فقد شاينيانو بحلول ذلك الوقت أيضًا دعم هاسديو، الذي أعطى، مثل تيك يونيسكو، موافقته على إعادة هيكلة الجامعة، مما جرد العالم اليهودي من منصبه الفخري. سعى بدلًا من ذلك إلى الحصول على دعم من بيتر بّي. كارب، عميد حزب المحافظين، الذي ورد أنه أجاب على طلبه باستخدام القول المأثور اللاتيني الغامض «مواصلة الجهد تؤدي إلى النجاح». أما على الجانب الآخر من الانقسام، قادت الصحيفة المعادية للسامية أبورارا ناسيونالا الهجمات على شاينيانو، والذي قال إن مقالاتها «وصلت إلى قمة الغباء والسخافة».
أعاد مجلس النواب أيضًا النظر في مسألة تجنيس شاينيانو في 14 ديسمبر 1900، ورُفض الاقتراح بأغلبية 44 صوتًا مقابل 31 (من نصاب غير كافٍ قدره 75)، تلاه تصويت نهائي في 15 ديسمبر، صوت فيه 48 من أصل 95 نائبًا صوتوا ضد الاقتراح. احتفلت أبورارا ناسيونالا بهذه النتيجة، ونشرت تعليقات تحريرية مثل «عم الفرح أرجاء رومانيا» و«شهدت قبور أسلافنا فرحًا عظيمًا». كانت صحيفة لا روماني والأرستقراطي ألكسندرو بيبيسكو من بين الذين عبروا عن إدانتهم للقرار. استقر شاينيانو وعائلته في باريس في عام 1901، بسبب الإحباط من رد الفعل السياسي والشعور بعدم الارتياح في رومانيا، واستخدم هناك بشكل أساسي الاسم الفرنسي لازار ساينيان بدلًا من اسمه الروماني.

## العمل

### الخلفية والمبادئ
تُعتبر الخلفية الثقافية المتنوعة التي اعتمد عليها شاينيانو وإلمامه المبكر بالعديد من التقاليد أحيانًا مصادر لإنجازاته العلمية. أشارت جوان ليوبولد إلى أن العالم الروماني الأصل (شاينيانو) كان من بين أربعة عشر أو خمسة عشر يهوديًا من جنسيات مختلفة الذين أخذت لجنة فولني أعمالهم بعين الاعتبار خلال القرن التاسع عشر، مشيرة إلى تراث «التقاليد التلمودية و(اليهودية) الفلسفية» في العلم الحديث. ترافقت هويته اليهودية، كما أشار المؤرخ الأدبي جورج كالينسكو في عام 1933، مع معرفة استثنائية باللغة والثقافة الرومانية، مثل غيره من زملائه المثقفين اليهود الرومانيين (ومن بينهم علماء فقه اللغة الذين استشهد بهم كالينسكو مثل غاستر وباربو لازاريانو والمنظر الماركسي قسطنطين دوبروغانو-غيريا والكاتب المسرحي رونيتي رومان)، فامتلك بذلك «معجمًا رومانيًا غنيًا بشكل مذهل».
شارك شاينيانو خلال فترة وجوده في رومانيا في المناقشات الثقافية حول الإيثوس الروماني. دافع ضمنيًا عن أيديولوجية الهسكلة بصفته تلميذًا لموسى غاستر ومساهمًا في كتاب السنة اليهودية، ودعم الاندماج اليهودي في التيار الثقافي السائد، وفضّل النهج العلمي للتاريخ اليهودي المشابه لأساليب العلم اليهودي. يشير لازلو ألكساندرو إلى «برنامجه الأساسي» باعتباره «أطروحة استيعابية»، ويوضح أنه لهذا السبب غيّر الباحث اسمه من شاين إلى شاينيانو. يشير نفس المعلق إلى أن شاينيانو تجاهل معاداة السامية التي أعلنها بوغدان بيتريسيكو هاسديو عندما أصبح «تلميذًا متحمسًا» لهاسديو في الأمور العلمية.
عرّف شاينيانو البلاد ذات مرة في إشارة إلى مشاعره الوطنية بأنه «هناك أرضان مقدستان في عيني، الأرض التي ولدت فيها وحيث يرقد والداي في سباتهم الأبدي». صرّح شاينيانو بعد مغادرته إلى فرنسا بأنه لا يحمل «حتى ظل ضغينة» على الشعب الروماني ككل؛ وقال المؤرخ الأدبي أيوجين لوفينيسكو إن مراسلات الباحث اللاحقة تمثل «دليلًا على ولائه الصادق المستمر لوطنه الأم على مدى عقود ووسط مخاطر». تقول إحدى الروايات أيضًا أنه عندما التقى شاينيانو مع نيكولاي يورغا في باريس بعد بضعة عقود من جدالهما، حرص على مخاطبته بالفرنسية، ففُسِّر ذلك على أنه بيان اشمئزاز من البيئة الثقافية الرومانية.
اشتهر شاينيانو أيضًا بوجهات النظر التي عبر عنها المتعلقة بالمناقشات حول الأبجدية اللاتينية وقواعد الإملاء، في سياق التطور اللغوي. جادل أيضًا بشكل عام بأن التاريخ الروماني المبكر، بالطريقة التي دُرِّس بها في زمانه، كان مغطى بشكل أفضل من قبل علماء فقه اللغة، فكان يمتلك «طابعًا إثنوغرافيًا ولغويًا أكثر» قبل زمن ميشيل الشجاع. عارض شاينيانو تسييس البحث والاتهامات بأن أعماله لا تدعم وجهات النظر الشعبية حول «المسألة الوطنية». انضم شاينيانو إلى النقاد الصريحين لمحاولات تعديل شكل الكلمات لتشير إلى أصولها اللاتينية؛ وذلك في الوقت الذي أُهمِلَت به النسخة السيريلية، ولكن التهجئة الجديدة كانت ما تزال غير منظمة إلى حد كبير.
فضّلت الأكاديمية الرومانية النهج «اللاتيني» لفترة من الوقت، وهو النهج الذي خضع للتجربة في العمل المعجمي لآي. سي. ماسيم وأوغست تريبونيو لوريان والذي نشأ مع مدرسة ترانسلفانيا؛ ولكنه تعرض للسخرية على نطاق واسع بحلول ثمانينات القرن التاسع عشر. يقول الباحث إن «ميول الهوس اللاتيني» كانت حاضرة مع الليبراليين الوطنيين مثل ستوردزا، وشكلت موضوعًا أساسيًا في صراع الحزب مع موسى غاستر. شارك شاينيانو أيضًا انتقادات بوغدان بيتريسيكو هاسديو للألمانوفيل في جمعية جونيميا في عام 1897، وذلك أثناء التقرّب من مبادئ مجتمع الجونيميا بشأن هذه المسألة. نشر الباحثان كتاب الثلاثية منتقدين احتكار المحافظين وأتباع جمعية الجونيميا للمشهد الأدبي الروماني بشكل عام، وعلى وجه الخصوص، النظرة العامة التاريخية التي تغاضى عنها فيلهلم رودو وجورج بوغدان-دويكا وإياكوب نيغروزّي رسميًا، والذي يبدو أنه يغفل أن يذكر أي مساهمة أدبية غير ملائمة سياسيًا.